# Mirassol d'Oeste
Mirassol d'Oeste is een gemeente in de Braziliaanse deelstaat Mato Grosso. De gemeente telt 25.605 inwoners (schatting 2009).
De gemeente grenst aan Cáceres, São José dos Quatro Marcos, Curvelândia, Lambari d'Oeste en Glória d'Oeste.